# Melanoptilon divisa
Melanoptilon divisa är en fjärilsart som beskrevs av W. Warren 1900. Melanoptilon divisa ingår i släktet Melanoptilon och familjen mätare. Inga underarter finns listade i Catalogue of Life.